# Ferdinand Jiří z Lobkowicz
Ferdinand Jiří z Lobkowicz, též Ferdinand princ z Lobkowicz (německy Ferdinand Georg Prinz von Lobkowitz, 26. června 1850 Dolní Beřkovice – 22. dubna 1926 Milán) byl český šlechtic a politik, v letech 1907–1913 nejvyšší maršálek Českého království. Pocházel z dolnobeřkovické větve rodu Lobkoviců.

## Životopis

### Původ

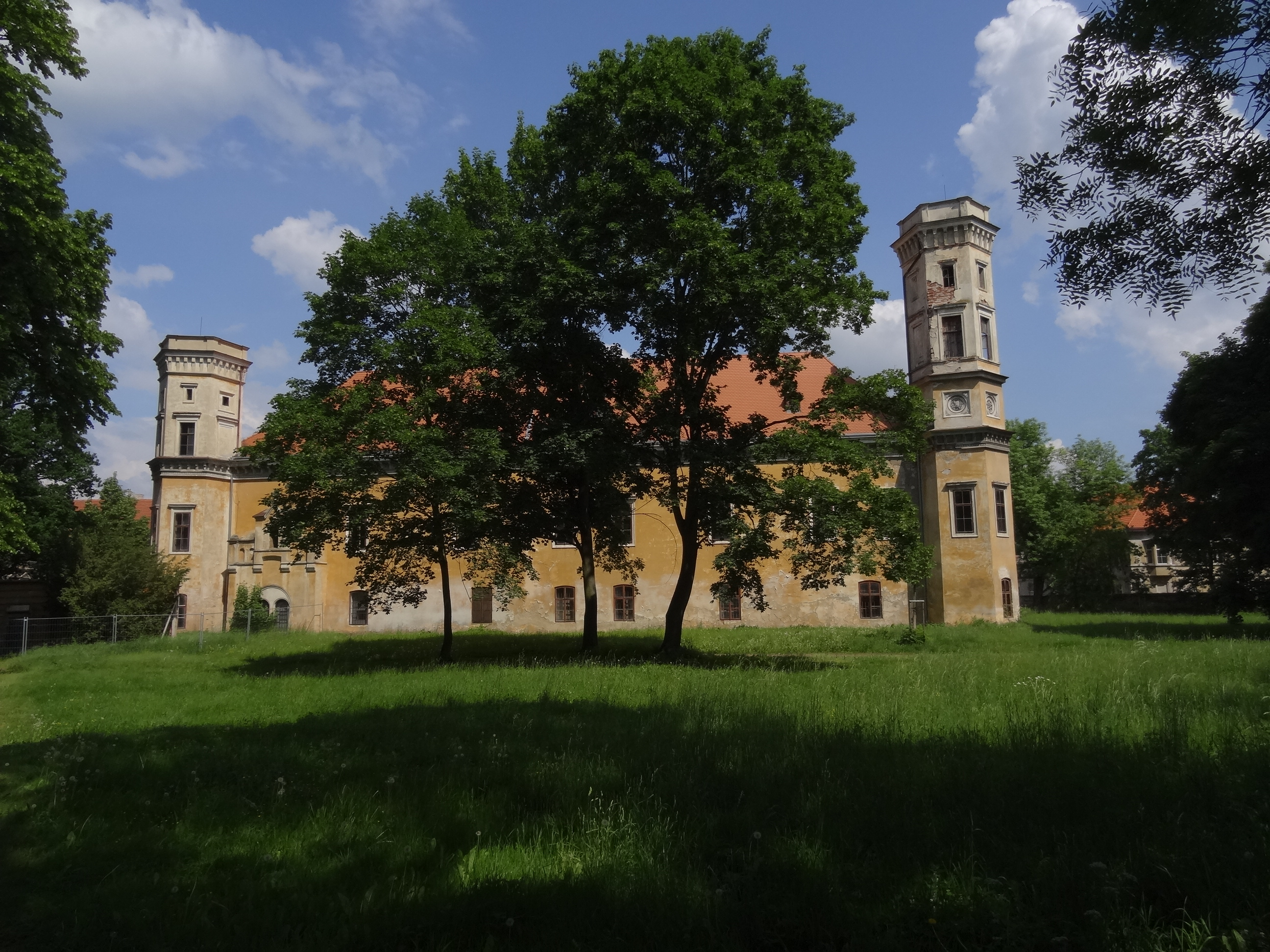
Zámek Dolní Beřkovice

Narodil se jako Maria Ferdinand Jiří August Melchior princ z Lobkowicz do vlivného šlechtického rodu Lobkoviců. Byl synem generála Josefa Františka Karla z Lobkowicz (1803–1875) a jeho druhé manželky Marie Sidonie (Marie Zdenky) z mělnické linie Lobkowiczů (1828–1917).

### Veřejné a politické aktivity
Studoval na gymnáziu v Praze, kde maturoval v roce 1868. Po maturitě studoval práva. V roce 1871 absolvoval vojenskou službu. Od roku 1875 se věnoval správě rodového majetku a profiloval se jako zemědělský odborník. Specializoval se na pěstování cukrové řepy, révy a chmelu. Angažoval se v místní politice (v okresních samosprávných sborech) a v hospodářských organizacích.
Později byl aktivní i ve vrcholové politice. Od roku 1880 byl členem zemské školské rady, v letech 1891–1908 i jejím předsedou. V doplňovacích volbách roku 1882 získal i mandát v Říšské radě (celostátní zákonodárný sbor), kde reprezentoval velkostatkářskou kurii v Čechách. Slib složil 23. února 1882. Ve vídeňském parlamentu zastupoval Stranu konzervativního velkostatku.
Od roku 1883 zároveň zasedal coby poslanec Českého zemského sněmu, kde jeho kariéra vyvrcholila v letech 1907–1913 coby nejvyšší maršálek Českého království (předseda zemského sněmu). Ve funkci přitom nahradil dalšího člena svého rodu, Jiřího Kristiána z Lobkovic.
Od roku 1892 až do zániku monarchie byl doživotním členem Panské sněmovny (jmenovaná horní komora Říšské rady). Panská sněmovna ho opakovaně volila do delegace pro rakousko-uherské vyrovnání (pravidelné jednání zástupců obou polovin monarchie s cílem odsouhlasit finanční transfery) a v letech 1895, 1901, 1906 a 1907 byl předsedou této delegace. Těsně před zánikem monarchie byl místopředsedou Panské sněmovny (1917–1918).
I nadále se trvale věnoval agrárním otázkám, podílel se na mezinárodních odborných kongresech a působil v hospodářské radě při ministerstvu zemědělství. Byl aktivní i v četných českých organizacích. Byl dlouholetým předsedou kuratoria pražské hudební konzervatoře.
Z čestných hodností dosáhl titulu c. k. komořího (1887) a v roce 1897 byl jmenován c. k. tajným radou. Za zásluhy byl nositelem Řádu sv. Štěpána (1898) a Řádu železné koruny I. třídy (1907). V roce 1913 obdržel Řád zlatého rouna.
Byl pohřben v Lobkovické hrobce v Roudnici nad Labem.

### Rodina
Ve Vídni se 11. listopadu 1883 se oženil s hraběnkou Idou Marií Antonií Podstatskou z Lichtenštejna (23. října 1865 Vídeň – 4. září 1919 Dolní Beřkovice), dcerou poslance moravského zemského sněmu a majitele velkostatku Telč hraběte Leopolda III. Podstatského-Lichtenštejna. Ida Lobkowiczová byla c. k. palácovou dámou, dámou Řádu hvězdového kříže, čestnou dámou Maltézského řádu a nositelkou Alžbětina řádu. Z jejich manželství se narodilo šest dětí.
- 1. Josef Ferdinand (4. září 1885, Dolní Beřkovice, – 25. října 1914, Jarosław), JUDr., c. k. komoří, nadporučík, padl za první světové války v Polsku, ⚭ 1913 Gisela hraběnka Silva-Tarouca (14. června 1887 – 21. února 1958), II. manž. 1917 Mořic Maria Alexandr z Lobkowicz, 1890–1944, Josefův mladší bratr)
- 2. Marie Zdeňka (1886–1887)
- 3. Leopold Maria Vilibald (7. července 1888, Dolní Beřkovice – 15. května 1933, Praha), c. k. komoří, nadporučík, majitel velkostatků Dolní Beřkovice a Vintířov, ⚭ 1918 Františka de Paula Marie Luisa Montenuovo (22. srpna 1893 – 3. listopadu 1972)
- 4. Mořic Maria Alexandr (3. května 1890, Dolní Beřkovice –7. srpna 1944, Telč), c. k. komoří, nadporučík, generální ředitel První české vzájemné pojišťovny, ⚭ 1917 Gisela hraběnka Silva-Tarouca (1887–1957; vdova po Mořicovu starším bratru Josefovi)
- 5. Františka de Paula Marie Amálie (2. dubna 1893, Praha – 17. února 1964, Bolzano), dáma Řádu hvězdového kříže, ⚭ 1916 František Antonín kníže Thun-Hohenstein (17. prosince 1890 – 20. dubna 1973), c. k. komoří, nadporučík, rytíř Řádu zlatého rouna, majitel velkostatku Děčín
- 6. Marie Ida (24. května 1896, Dolní Beřkovice – 27. dubna 1985, Wolfegg, Ravensburg), dáma Řádu hvězdového kříže, ⚭ 1925 Jindřich hrabě Khuen-Belasi (16. listopadu 1894 – 8. prosince 1978)

### Majetek
Princ Ferdinand z Lobkowicz byl po otci majitelem velkostatku Dolní Beřkovice s připojeným statkem Cítov na Mělnicku. Dále vlastnil v severních Čechách velkostatky Poláky a Vintířov. Všechny velkostatky měly celkovou rozlohu přibližně 4.500 hektarů půdy. Hlavním sídlem byl novogoticky přestavěný zámek v Dolních Beřkovicích, kde se také narodily všechny Ferdinandovy děti. V Praze rodina vlastnila palác v Hybernské ulici, prodaný za první republiky.
| Přehled majetku na konci 19. století | Přehled majetku na konci 19. století        | Přehled majetku na konci 19. století | Přehled majetku na konci 19. století |
|                                      | Název                                       | Německy                              | Rozloha                              |
| ------------------------------------ | ------------------------------------------- | ------------------------------------ | ------------------------------------ |
| 1.                                   | Dolní Beřkovice a Cítov (a několik dalších) |                                      | 2466,03 ha                           |
| 2.                                   | alodiální majetek Poláky (u Kadaně)         |                                      | 421,23 ha                            |
| 3.                                   | alodiální velkostatek Vintířov (Kadaňsko)   | Winteritz                            | 1475,09 ha                           |